# Блэйр, Питер
Питер Стил «Пит» Блэйр (англ. Peter Steele "Pete" Blair; 14 февраля 1932, Кливленд, Огайо, США — 19 июня 1994, Стивенсон, Меномини, Мичиган, США) — американский борец вольного стиля, бронзовый призёр Олимпийских игр 

## Биография
Родился в 1932 году в Кливленде. Начал заниматься борьбой в школе в городе Норфолк, штат Виргиния. В 1948 году поступил в подготовительную школу Военно-морской академии, затем до 1955 года учился в Военно морской академии, и во время обучения дважды (1954, 1955) стал чемпионом страны среди студентов по версии NCAA. Его счёт к концу обучения был 57 — 5, при 31 чистой победе. Блэйр, как спортсмен, остался в звании мичмана при Академии, для подготовки к Олимпийским играм. 
В 1956 году последовательно стал чемпионом военно-морских сил Восточного побережья, чемпионом военно-морских сил США, чемпионом страны и победил на отборочных соревнованиях на Олимпийские игры. На Олимпийских играх выступал в соревнованиях по вольной борьбе в полутяжёлом весе и завоевал бронзовую медаль игр.
См. таблицу турнира.
После Олимпийских игр оставил борьбу и начал карьеру морского офицера. Служил на подводных лодках, кораблях, преподавал в Академии. Вышел в отставку в звании коммандера в 1974 году. Поступил на работу в компании Pacific Ordinance and Electronics, управлял деятельностью её подразделений на Тайване и в Рио-де-Жанейро. C 1981 года был вице-президентом по маркетингу верфи Marinette Marine Shipyard.  
Умер в 1994 году. 
Введён в национальный Зал славы борьбы США (2009)